# Richard Wormser
Pour les articles homonymes, voir Wormser.
Richard Edward Wormser, né le 2 février 1908 à New York et mort le 6 avril 1977 dans l’Arizona, est un écrivain de roman populaire, de roman policier, de western et un scénariste américain.

## Biographie
Richard Wormser commence à écrire dans les années 1930 de nombreux romans et nouvelles.
Son premier roman policier The Man With the Wax Face est publié en 1934. La caractéristique de ce roman est son anticommunisme très caricatural. Son deuxième roman, de la même veine, The Communist’s Corpse paraît en 1935. Il cesse ensuite ce type de roman de propagande pour écrire des romans plus classique dont, en 1949, The Hanging Heiress.
Sous son pseudonyme d’Ed Friend, il écrit de nombreuses novélisations de films ou de séries télévisées dont Les Mystères de l'Ouest.
Hollywood adapte bon nombre de ses écrits et l’emploie comme scénariste dès la fin des années 1930 pour des films de série B mais également pour d’autres productions comme le péplum Sodome et Gomorrhe.

## Œuvre

#### SérieLieutenant Andy Bastian
1. Bons baisers, à mardi, Serie noire, 1963 ((en) Drive East on 66, 1961)
2. T'as pas honte !, Serie noire, 1964 ((en) A Nice Girl Like You, 1963)

### Romans
- Le Visage de cire, (The Man With the Wax Face, 1934), collection Le Labyrinthe, S.E.P.E., 1946
- The Communist’s Corpse, 1935
- Tu veux mon portrait, (The Hanging Heiress, 1949), Série noire no 95, 1951
- Du poulet au sang, (The Body Looks Familiar, 1958), Série noire no 462, 1958
- The Late Mrs Five, 1960
- La Parfaite bille, (Perfect Pigeon, 1962), Série noire no 782, 1963
- Le Rideau déchiré, (Torn Curtain, 1966), France-Empire, 1966
- The Most Deadly Game, 1970
- The Takeover, 1971
- The Invader, 1972

### Novélisations
- Thief of Bagdad, 1961, du film  Le Voleur de Bagdad
- The Last Days of Sodom and Gomorrah, 1962, du film  Sodome et Gomorrhe
- McLintock, 1963, du film Le Grand McLintock
- Bedtime Story, 1964, du film homonyme
- Operation Crossbow, 1965, du film  éponyme
- Major Dundee, 1965, du film éponyme
- Alvarez Kelly, 1966, du film éponyme
- Les Chasseurs de scalps, (The Scalphunters, 1969), du film éponyme, Série noire no 1318, 1970, signé Ed Friend
- The Infernal Light, 1966, de la série télévisée Le Frelon vert, signé Ed Friend
- Les Mystères de l'Ouest, (The Wild Wild West, 1966), de la série télévisée éponyme, Solar, 1967
- Coyote Gold, 1969, de la série télévisée Le Grand Chaparral, signé Ed Friend
- The Corpse in the Castle, 1970, de la série télévisée The Most Deadly Game (en), signé Ed Friend

## Filmographie
- Sworn Enemy, d’après sa nouvelle It's All in the Racket, réalisé par Edwin L. Marin en 1936
- Let Them Live, d’après sa nouvelle The Stones Cry Out, réalisé par Harold Young en 1937
- The Frame-Up, réalisé par D. Ross Lederman en 1937
- Carnival Queen (en), d’après sa nouvelle Love in the Mud,  réalisé par Nate Watt en 1937
- Start Cheering, réalisé par Albert S. Rogell en 1938
- Fugitives for a Night, réalisé par Leslie Goodwins en 1938
- The Phantom Thief, réalisé par D. Ross Lederman en 1946
- Plainsman and the Lady, réalisé par Joseph Kane en 1946
- Perilous Waters (en), réalisé par Jack Bernhard
- Tulsa, réalisé par Stuart Heisler en 1949
- Ça commence à Vera Cruz, (The Big Steal), réalisé par Don Siegel en 1949
- Powder River Rustlers (en), réalisé par Philip Ford en 1949
- Vigilante Hideout, réalisé par Fred C. Brannon en 1950
- The Showdown, réalisé par Dorrell McGowan et Stuart E. McGowan en 1950
- Rustlers on Horseback, réalisé par Fred C. Brannon en 1950
- Fort Dodge Stampede (en), réalisé par Harry Keller en 1951
- Schlitz Playhouse of Stars, plusieurs épisodes de cette série télévisée entre 1951 et 1959
- Captive of Billy the Kid, réalisé par Fred C. Brannon en 1952
- La Peur du scalp (The Half-Breed), réalisé par Stuart Gilmore
- Cargo de femmes (A Perilous Journey), réalisé par R. G. Springsteen
- Chasse au gang (Crime Wave ou The City is Dark), réalisé par André De Toth en 1953
- Les Proscrits du Colorado (The Outcast), réalisé par William Witney en 1954
- Life of Vernon Hathaway, épisode de la série télévisée Le Choix de..., réalisé par Norman Z. McLeod en 1955
- Goats, épisode de la série télévisée Lassie, réalisé par Philip Ford Philip Ford en 1956
- Man on the Run, épisode de la série télévisée Zane Grey Theatre (de), réalisé par Felix E. Feist en 1957
- The Manbuster, épisode de la série télévisée Colt .45, réalisé par Oliver Drake en 1958
- Six Superior Skirts, épisode de la série télévisée 77 Sunset Strip, réalisé par André De Toth
- Riot at Arroyo Seco, épisode de la série télévisée Cheyenne, réalisé par Lew Landers en 1960
- Sodome et Gomorrhe, réalisé par Robert Aldrich en 1962
- A Cause of Anger, épisode de la série télévisée Haute Tension, réalisé par Richard L. Bare en 1964
- The Other Side of Victory (film TV), réalisé par Bill Jersey en 1976
- Gueule d'Arnaque, d’après un de ses romans, film de la série télévisée Série noire, réalisé par Joël Séria en 1989

## Prix
- Prix Edgar-Allan-Poe 1973 du meilleur livre de poche pour The Invader[1]

## Sources
- Claude Mesplède (dir.), Dictionnaire des littératures policières, vol. 2 : J - Z, Nantes, Joseph K, coll. « Temps noir », 2007, 1086 p. (ISBN 978-2-910686-45-1, OCLC 315873361).
- Claude Mesplède et Jean-Jacques Schleret, SN, voyage au bout de la Noire : inventaire de 732 auteurs et de leurs œuvres publiés en séries Noire et Blème : suivi d'une filmographie complète, Paris, Futuropolis, 1982, 476 p. (OCLC 11972030).
- Claude Mesplède, Les années "Série noire" : bibliographie critique d'une collection policière, vol. 1 : 1945-1959, Amiens, Editions Encrage, coll. « Travaux » (no 13), 1992 (ISBN 978-2-906389-34-2).
- Claude Mesplède, Les années "Série noire" : bibliographie critique d'une collection policière, vol. 2 : 1959-1966, Amiens, Editions Encrage, coll. « Travaux » (no 17), 1993, 4 p. (ISBN 978-2-906389-43-4).